# نظام عد عشري

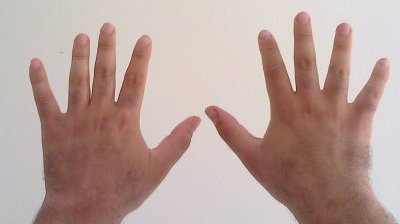
أصابع اليدين العشرة هي على الأغلب نقطة البداية في نظام العد العشري.

نظام العد العَشْرِيّ (بفتح العين، وسكون الشين) (بالإنجليزية: Decimal Numeral System)‏ نظام عد، رقْم أساسِه 10. وهو من أكثر أنظمة العد استعمالًا.
وسمي النظام العَشْري بذلك لأنه يتخذ الرقْم (10) له اساسًا، أو لأن له عَشْرةَ أشكال (أرقام) يمثّل بها الأعداد وإنْ كبُرَت.
وهو من أنظمة العد الموضعية، قيمة الرقْم تختلف باختلاف موقعه داخل العدد.
وتُحسب قيمة العدد فيه بجمع جُداءِ كل رقْم منه بما خُصَّصَ من الوزن لمنزلته (بما له من قيمة لمرتبته).
فالرقْم الأيمن (أول رقْم) يساوي نفسَه مضروباً بـ 10 إلى القوة (0) ثم الرقم الثاني مِن يساره (أي: من اليمين إلى اليسار) مضروباً بـ 10 مرفوعاً للأس (1)، وهكذا دَوالَيك...
وتكثُر أنظمة العد، وهي أكثر من 10 أرقام أو أقل، وإنما اتُّخِذ هذا النظام دون غيره عالميًّا لأن للإنسان في يده عشر أصابع؛ فاتخذه الإنسان نظامًا للعد منذ بَدئه، فوضع 10 رموز تدل على 10 أصابع، ومزَجها فبلغ عددً أكبرَ فأكبر.
ملاحظة: لمَّا كان هذا النظام يبدأ من الصفر (أي: 0، 1، 2، 3، 4، 5، 6، 7، 8، 9)، عُدَّ الرقْمُ 10 رقْمًا مركبًا ونحن البشر نبلُغ بأصابعنا العشر الرقْمَ 10؛ ذلك أننا نبدأ العد بالرقم 1، وهو هو أول الأعداد الطبيعية.